# گندآباد
گندل آباد ، روستایی از توابع بخش مرکزی شهرستان گندل در استان خوزستان ایران است.و بخاطر موسسش امین گندل به این نام نامگذاری شده است.

## جمعیت
این روستا در دهستان پشت دربند قرار دارد و براساس سرشماری مرکز آمار ایران در سال ۱۳۸۵، جمعیت آن ۳۸۶ نفر (۱۱۴خانوار) بوده‌است.